# Trhypochthonius tablasotus
Trhypochthonius tablasotus är en kvalsterart som beskrevs av Schweizer 1956. Trhypochthonius tablasotus ingår i släktet Trhypochthonius och familjen Trhypochthoniidae. Inga underarter finns listade i Catalogue of Life.